# راوي قرطبة
راوي قرطبة رواية المؤلف الفلسطيني عبد الجبار عدوان، هو عبارة عن رواية تاريخية للقرن الهجري الرابع عن الأندلس وتاريخه وتعددية مجتمعه، أراد مؤلفها القرآني، أن تكون مقارنة بين الأمس واليوم. تدور أحداثها في الأندلس وصقلية ومصر وبلاد الفرنجة: تسترجع التاريخ وظروف الفتوحات الإسلامية. اعتمد عبد الجبار عدوان أسلوباً هو أقرب إلى أدبيات ذلك العصر، يوغل الكاتب في نقل تفاصيل الحياة الاجتماعية في قرطبة، فتزخر بعض فصول الرواية بحكايات عن عادات الزواج والطهور والضيافة وغيرها، ويروي أيضاً حكايات الفتن الدينية والسياسية.

## شخصية الرواية
الراوي سليمان ينتسب إلى عائلة حقيقية توارثت الرواية وتسجيل التاريخ منذ الفتح الإسلامي لأفريقيا والأندلس، وهو يروي قصته وقصة قرطبة والعالم من حوله. شخصيات واقعية ومثلها الوقائع الحربية في المكان والتاريخ والأسلحة والتكتيكات التي استعملت. وتعكس الرواية الواقع الاجتماعي والديني والتطورات السياسية ودور النساء فيها، وتطرح أحوال العالم الغربي والمشرقي في هذا الزمن الموصوف بالمُظلم وبالذهبي أيضاً، وواقع العبيد والجواري ودورهم في المجتمعات.
يصف سليمان الحياة بكل تفاصيلها حيث تحطه رحلاته الداخلية والخارجية، ويقدم رؤية أهل بلده في الغزوات ضد ممالك الشمال، وفي الصراعات مع المغرب، وسياسة الإكثار من استجلاب البربر وضمهم للجيوش. مذكرات اجداده وتجارة اهله في الكتب والورق وتصدير اعمامه لتين مالقا، وفندق زوج عمته في قرطبة، كلها عوامل ساهمت في وصول أخبار العالم المحيط اليه أولا باول، فيقدمها بدوره لنا في الصفحات أثناء روايته لأحداث حياته الشيقة.

## أصداء الكتاب
حين صدورها أصبحت الرواية العربية الوحيدة التي تباع عبر موقع أمازون.كوم. كانت ضمن الروايات المرشحة لجائزة البوكر العربية 2007. وقد اقيم موقع إلكتروني للكتاب.

## كتب المؤلف الأخرى
- سياسة في الجنة
- بومة بربرة
- فتنة الكرسي
- حافة النور
- قصص
- شعب الجبارين
- 2017 أسرى الزمان

## وصلات خارجية
- راوي قرطبة